# Ucsali járás
Az Ucsali járás (oroszul Учалинский район, baskír nyelven Учалы районы) Oroszország egyik járása a Baskír Köztársaságban.

## Népesség
- 1970-ben 42 785 lakosa volt, melyből 31 150 baskír (72,8%), 8 757 tatár (15,8%).
- 1989-ben 32 000 lakosa volt, melyből 24 122 baskír (75,4%), 4 728 tatár (14,8%).
- 2002-ben 35 649 lakosa volt, melyből 29 842 baskír (83,71%), 2 821 orosz (7,91%), 2 728 tatár (7,65%).
- 2010-ben 35 480 lakosa volt, melyből 28 083 baskír (79,3%), 3 725 tatár (10,5%), 3 306 orosz (9,3%), 46 ukrán, 28 csuvas, 28 fehérorosz, 12 mari, 6 mordvin, 6 udmurt.

| Lakosok száma | 52 416 | 42 654 | 32 000 | 76 725 | 35 480 | 73 247 | 72 663 | 71 539 | 70 968 | 70 171 |
|               | 1939   | 1970   | 1989   | 2008   | 2010   | 2012   | 2014   | 2016   | 2018   | 2021   |